# Jim Dine

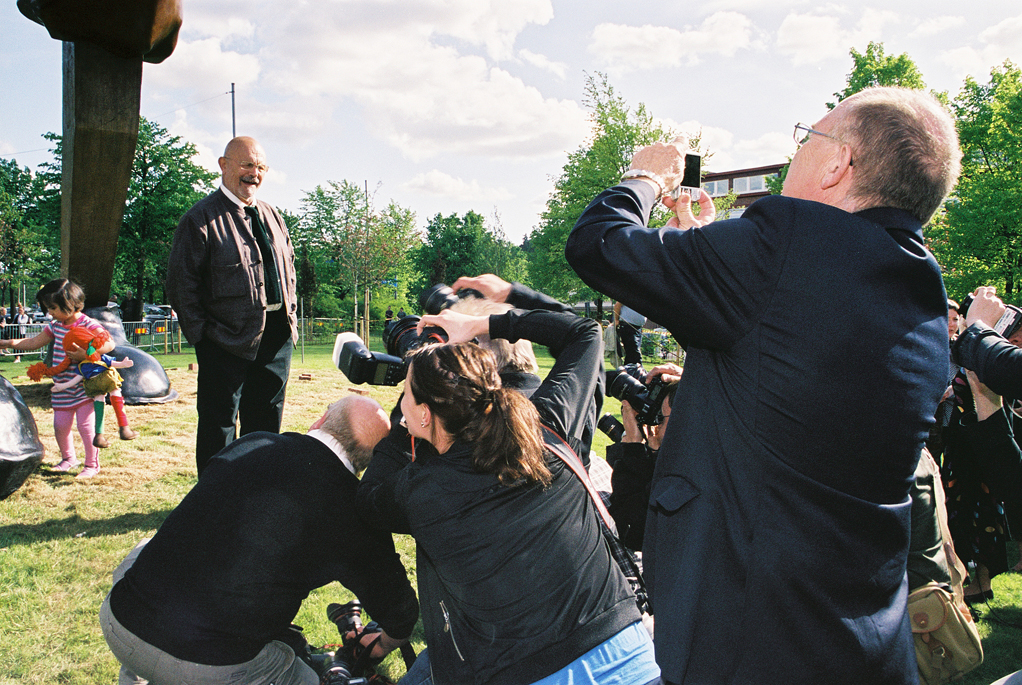
Jim Dine uppvaktas av ett medieuppbåd vid invigningen av Walking to Borås den 16 maj 2008.

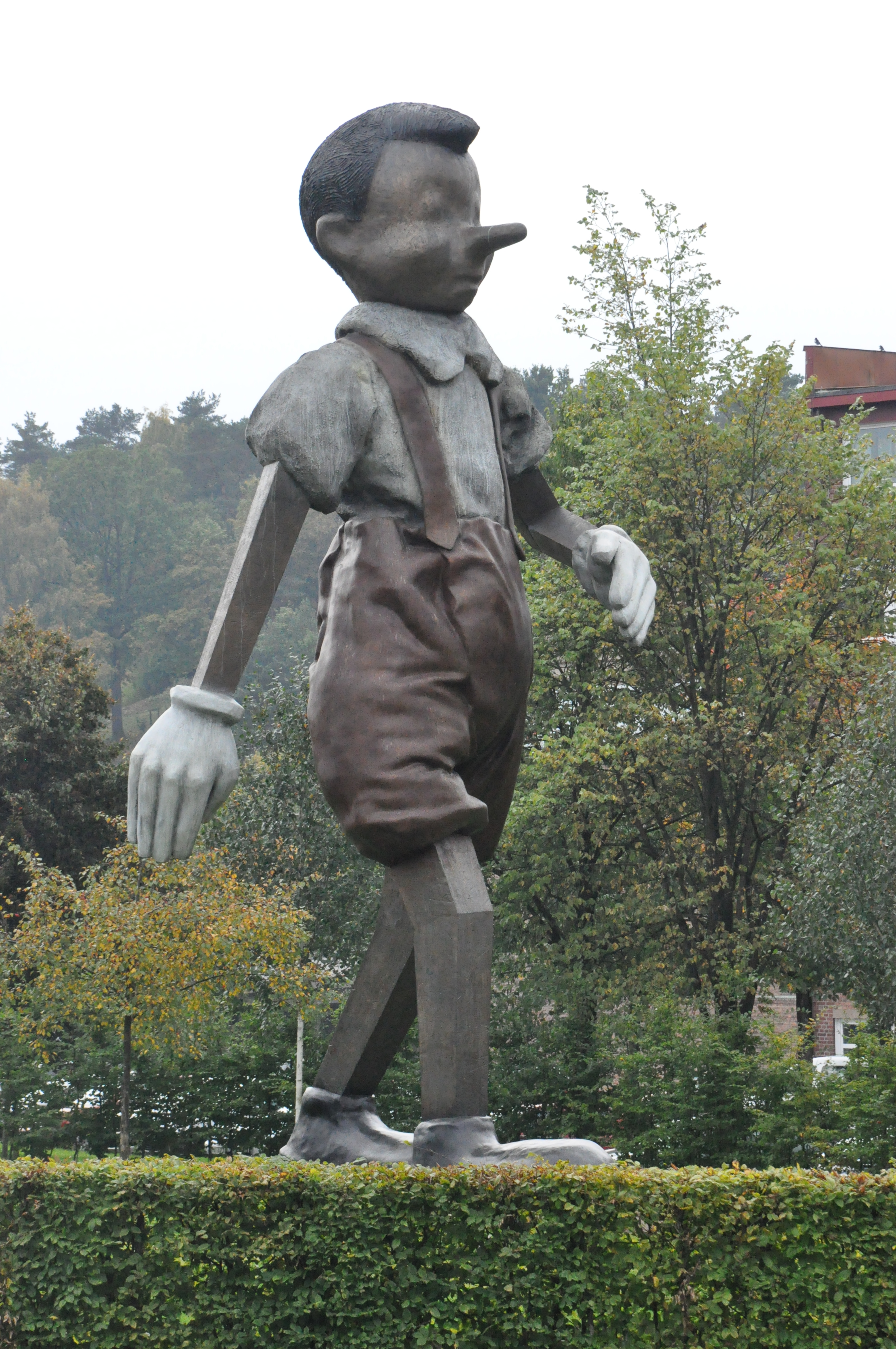
Walking to Borås.

Jim Dine, född 16 juni 1935 i Cincinnati, Ohio, är en amerikansk popkonstnär som slog igenom på 1960-talet, främst känd för sina färgstarka hjärtan. Han anses ibland tillhöra Neo-Dada-rörelsen.

## Offentliga verk i urval
- Walking to Borås, nio meter hög skulptur, 2008 (medverkan vid Borås internationella skulpturbiennal 2010)

## Bildgalleri

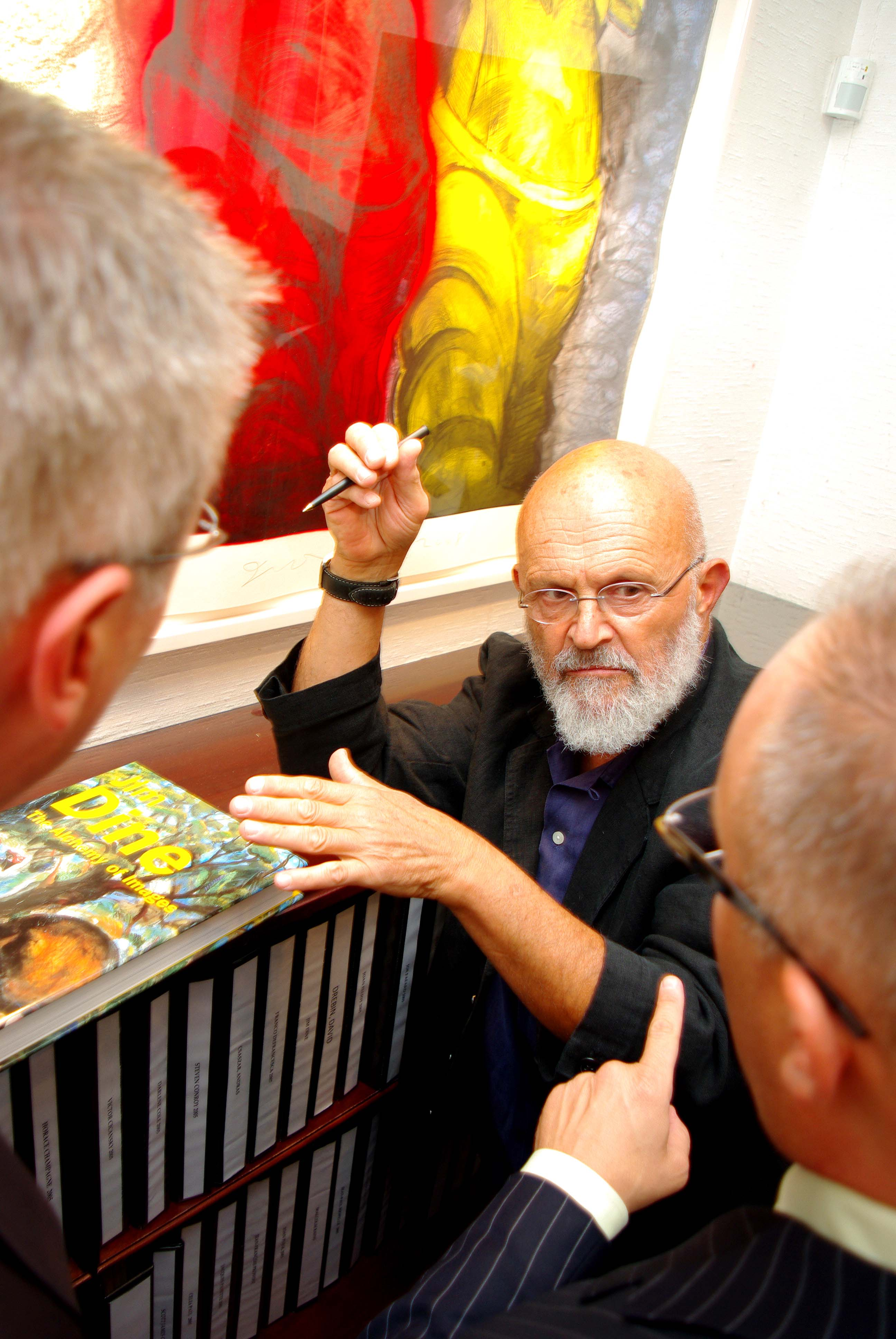
Jim Dine vid en vernissage 2009.
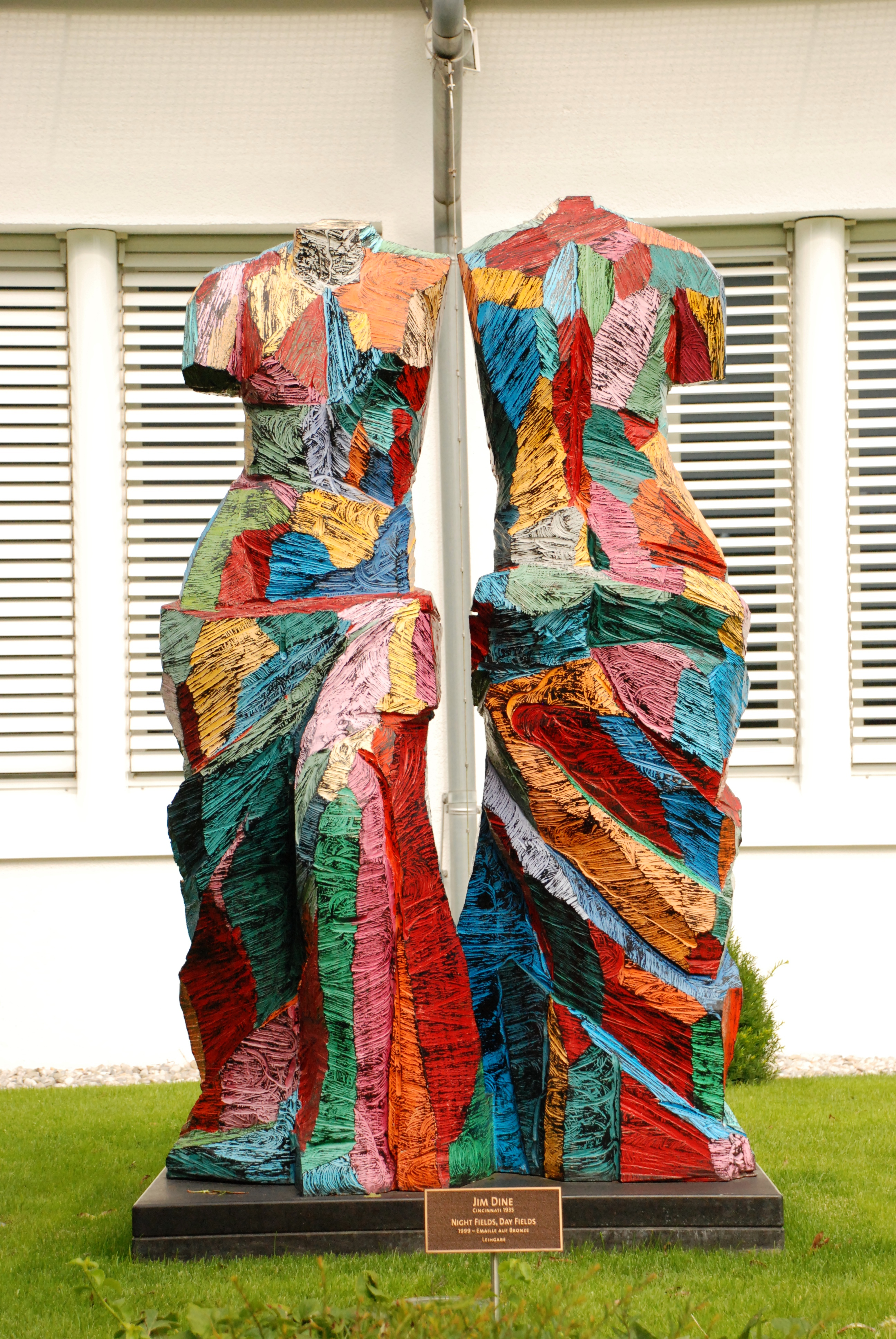
Night Fields, Day Fields, 1999, Baierbrunn i Bayern i Tyskland.
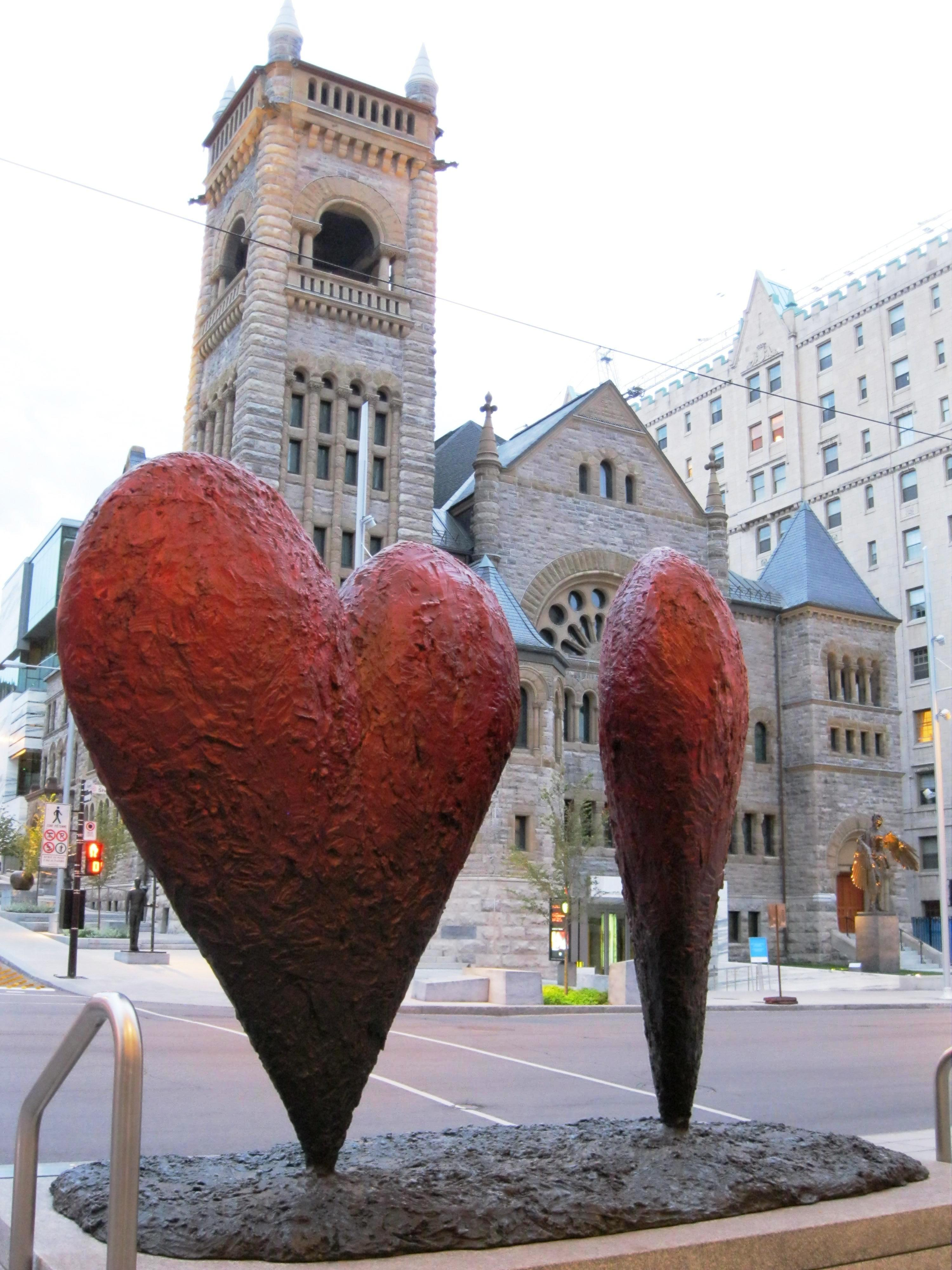
Twin 6' Hearts, 1999, framför Musée des beaux-arts de Montreal i Kanada.
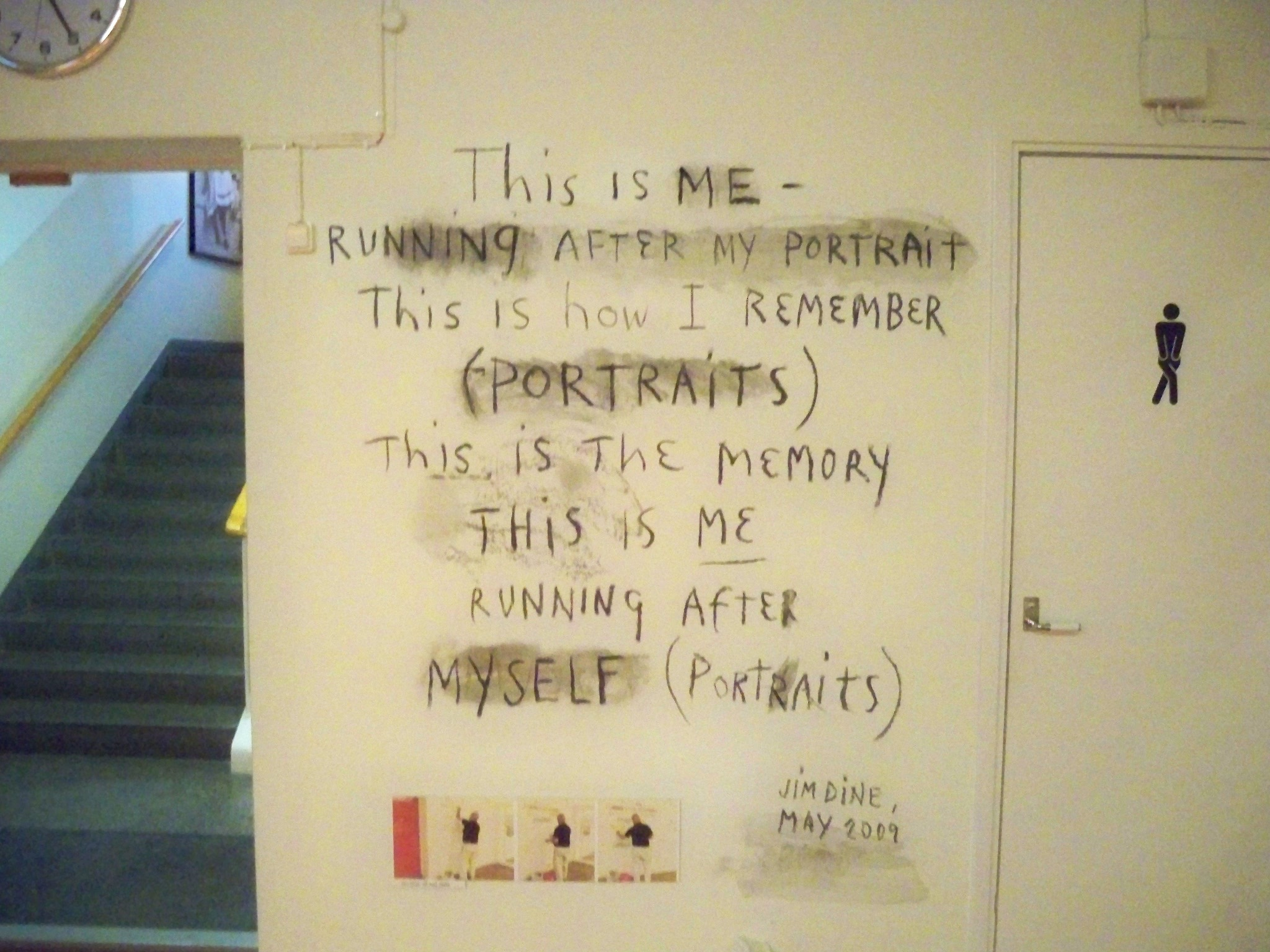
Väggtext av Jim Dine på Abecita konstmuseum.

## Verk i bokform (urval)
- Boy in the world (Göttingen: Steidl, 2009)
- Jim Dine: new works (Stockholm: Wetterling Gallery)
- Jim Dine: paintings, drawings, sculpture 1973-1993 (Borås: Borås konstmuseum, 1993)
- Jim Dine. Drawings, tillsammans med Constance Glenn och Christopher Sweet (New York: Abrams, 1985)
- Jim Dine: painting what one is, med David Shapiro (Abrams, 1981)
- The Adventures of Mr. and Mrs. Jim and Ron, med Ron Padgett (Grossman Publishers / Cape Goliard Press, 1970)

### Fotnoter
1. 1 2  RKDartists, RKDartists-ID: 23210, läst: 10 september 2021.[källa från Wikidata]
2. ↑  SNAC, SNAC Ark-ID: w6319xtf, läs online, läst: 9 oktober 2017.[källa från Wikidata]
3. ↑  Encyclopædia Britannica, Encyclopædia Britannica Online-ID: biography/Jim-Dinetopic/Britannica-Online, läst: 9 oktober 2017.[källa från Wikidata]
4. ↑  Artnet, Artnet konstnärs-ID: jim-dine.[källa från Wikidata]
5. ↑  RKDartists, RKDartists-ID: 23210.[källa från Wikidata]
6. ↑  Libris, Kungliga biblioteket, 26 mars 2018, Libris-URI: 86lpt52s4hv5bcj, läst: 24 augusti 2018.[källa från Wikidata]
7. ↑  Museum of Modern Arts webbsamling, MoMA konstnärs-ID: 1547, läs online, läst: 4 december 2019.[källa från Wikidata]
8. 1 2  läs online, www.workwithdata.com , läst: 12 november 2024.[källa från Wikidata]
9. 1 2 3 4 5 6 7  National Gallery of Art - Collection, NGA konstnärs-ID: 2474.[källa från Wikidata]
10. 1 2 3  Archive of Fine Arts, abART person-ID: 46327, läst: 1 april 2021.[källa från Wikidata]
11. ↑  Ties (på nederländska), läs online, läst: 14 mars 2021.[källa från Wikidata]
12. 1 2 3  Union List of Artist Names, ULAN: 500028463, läs online.[källa från Wikidata]
13. ↑  läst: 14 maj 2024.[källa från Wikidata]
14. ↑  Journal officiel de la République française, 162, 14 juli 2019, NOR: PRER1910335D, läs online, läst: 18 juli 2019.[källa från Wikidata]